# Kanton Rueil-Malmaison
Kanton Rueil-Malmaison is een kanton in Frankrijk, het is een kieskring in het departement Hauts-de-Seine. Het bestaat sinds 2015 alleen nog uit de gemeente Rueil-Malmaison zelf.
Het kanton omvatte tot 2014 alleen het noorden en het centrum van de Rueil-Malmaison, maar door de herindeling van de kantons bij decreet van 24 februari 2014, met uitwerking in maart 2015, omvat het kanton sindsdien de volledige gemeente Rueil-Malmaison.